# Dotik in odlet
Dotik in odlet, ali pa dotik in vzlet v žargonu bolj znan kot touch-and-go je letalska procedura, pri katerem letalo pristane in potem spet vzleti, ne da bi se povsem ustavilo. Ta procedura se uporablja pri šolanju pilotov, lahko pa tudi za vadbo pristankov. Letala, ki letijo z dotikom in odletom po navadi letijo v šolskem krogu. 
Obstaja podobna procedura "stop-and-go" ("stoj in vzlet), pri katerem se letalo po pristanku povsem ustavi in potem ponovno vzleti. 
Če pilot obišče tuje letališče in izvede dotik in odlet, mu za to po navadi ni treba plačati. So pa tudi izjeme.